# Episodi di Soko 5113 (undicesima stagione)
L'undicesima stagione della serie televisiva Soko 5113 è stata trasmessa in anteprima in Germania dalla ZDF tra il 28 ottobre 1993 e il 10 febbraio 1994.
| nº | Titolo originale             | Titolo italiano | Prima TV Germania | Prima TV Italia |
| -- | ---------------------------- | --------------- | ----------------- | --------------- |
| 1  | Besuch aus der Vergangenheit |                 | 28 ottobre 1993   |                 |
| 2  | Die Frau des Schieberkönigs  |                 | 4 novembre 1993   |                 |
| 3  | Die Mutprobe                 |                 | 11 novembre 1993  |                 |
| 4  | Wild und treu                |                 | 18 novembre 1993  |                 |
| 5  | Die Kontaktperson            |                 | 25 novembre 1993  |                 |
| 6  | Traumautos                   |                 | 2 dicembre 1993   |                 |
| 7  | Damenwahl                    |                 | 9 dicembre 1993   |                 |
| 8  | Waldesruh                    |                 | 16 dicembre 1993  |                 |
| 9  | Falsches Spiel               |                 | 23 dicembre 1993  |                 |
| 10 | Der Mörder in mir            |                 | 6 gennaio 1994    |                 |
| 11 | Die Annonce und der Tod      |                 | 13 gennaio 1994   |                 |
| 12 | Eine Leiche zuviel           |                 | 20 gennaio 1994   |                 |
| 13 | Potemkin läßt grüßen         |                 | 27 gennaio 1994   |                 |
| 14 | Das Danzig Dreieck           |                 | 3 febbraio 1994   |                 |
| 15 | Aus dem Gleichgewicht        |                 | 10 febbraio 1994  |                 |